# Ugłowka (stacja kolejowa)
Ugłowka (ros. Угловка) – węzłowa stacja kolejowa w miejscowości Ugłowka, w rejonie okułowskim, w obwodzie nowogrodzkim, w Rosji. Węzeł linii Petersburg – Moskwa ze ślepą linią do Borowiczów.

## Historia
Stacja powstała w XIX w. na Kolei Mikołajewskiej, pomiędzy stacjami Okułowka i Łykoszyno.